# Hastings (del av en befolkad plats)
Hastings är en del av en befolkad plats i Australien. Den ligger i kommunen Mornington Peninsula och delstaten Victoria, omkring 57 kilometer söder om delstatshuvudstaden Melbourne.
Trakten runt Hastings är nära nog obefolkad, med mindre än två invånare per kvadratkilometer.. Närmaste större samhälle är Langwarrin, omkring 15 kilometer norr om Hastings. 
Genomsnittlig årsnederbörd är 1 251 millimeter. Den regnigaste månaden är maj, med i genomsnitt 154 mm nederbörd, och den torraste är januari, med 51 mm nederbörd.